# Joseph von Szalay
Joseph von Szalay (* um 1806; † 1860?) war ein österreichischer Pianist und Komponist.

## Leben
Joseph von Szalay war Schüler von Johann Nepomuk Hummel, Emanuel Aloys Förster und Carl Czerny und gab bereits als jugendlicher Klaviervirtuose Konzerte. So etwa im Oktober 1816 in Leipzig oder 1817 in Wien im Hôtel de Saxe auf. Anlässlich eines Wiener Konzerts im April 1818 wurde sein Talent gerühmt, von dem man sich noch viel erwartete. Später war Szalay auch als Klavierlehrer tätig und veröffentlichte Kompositionen für das Klavier.
Genauere Daten und weitere Lebensumstände sind nicht bekannt.

## Werke
- Deutscher Tanz. 1825[7]
- Mazure romanesque. 1847[6]
- Klänge der Anmuth. Idylle für das Pianoforte. Seinem Freunde Herrn Rudolph Landschütz zugeeignet. Wessely & Büsing, Wien o. J.[8]

Bearbeitungen
- Variation in C für das Piano-Forte. 50 Veränderungen über einen Walzer von Anton Diabelli für Klavier.
Szalay war einer der 50 Komponisten, die Anton Diabelli zum Beitrag je einer Variation über einen selbstkomponierten Walzer angeregt hatte, die dann unter dem Titel „Vaterländischer Künstlerverein“ publiziert wurden; Beethoven verarbeitete das Thema in eigenen Diabelli-Variationen.[9]